# Warren Berlinger
Warren Berlinger (Brooklyn, Nueva York, 31 de agosto de 1937-Valencia, California, 2 de diciembre de 2020) fue un actor estadounidense, con actuaciones en Broadway, participaciones en películas y televisión, y mucho trabajo en comerciales.

## Primeros años
De ascendencia judía, fue hijo de Elias Berlinger, un contratista de obras, y Frieda Shapkin. Su familia era propietaria de la Glass Store de Berlinger en Avenue D.

## Carrera
Berlinger actuó en la producción original de Broadway de 1946 de Annie Get Your Gun, con Ethel Merman y Ray Middleton. Apareció como estrella invitada en el programa de televisión Howdy Doody original, con papeles siguientes en Kraft Television Theatre y otros programas. También apareció como estrella invitada en la serie de detectives deJohn Cassavetes, Johnny Staccato de NBC.
En 1960 apareció con Jack Lemmon y Rick Nelson en The Wackiest Ship in the Army. como Radioman de segunda clase AJ Sparks.
Berlinger apareció en las producciones teatrales y cinematográficas de Broadway y Hollywood, como Blue Denim (ganando un premio Theatre World Award por la versión teatral) y también en Happy Time, Anniversary Waltz (más tarde adaptada como la película Happy Anniversary) y Come Blow Your Horn en 1961. También actuó en la producción teatral de Londres de 1963 de How to Succeed in Business Without Really Trying en el Shaftesbury Theatre. Su carrera como actor de personajes comenzó en 1956 con la película Teenage Rebel, y continuó en las películas Porque son jóvenes (1960), El barco más loco del ejército (1960), Billie (1965) y Thunder Alley ( 1967).
En 1965, Berlinger fue la estrella de Kilroy, un segmento de Wonderful World of Color de Walt Disney. En 1966, interpretó a Phillip Short en la película Spinout. Las apariciones posteriores incluyeron episodios de Los ángeles de Charlie, Días felices, en el programa de televisión de Marlo Thomas That Girl, Amor, Estilo americano, Operación Enagua, Amigos, Colombo y Asesinato, Escribió. En 1973, fue miembro habitual del elenco de la comedia de situación de corta duración A Touch of Grace. También protagonizó una comedia tipo Archie Bunker, titulada "Warren". En 1975, fue miembro invitado especial del programa Emergency! interpretando el papel de un paciente de trasplante de corazón, el Sr. Frank Fenady junto a Jeanne Cooper. Sus otras películas incluyen The Long Goodbye (1973), The Girl Most Likely to      (1973), Lepke (1975), I Will, I Will ... for Now (1976), The Shaggy DA (1976), The Mago de Lublin (1979), The Cannonball Run (1981), El mundo según Garp (1982), Diez indios (1989), Hero (1992) y That Thing You Do! (1996).
En 2006, Berlinger celebró su 60 aniversario en el mundo del espectáculo. Fue alcalde honorario y sheriff honorario de Chatsworth, California.

## Vida personal
En 1960, Berlinger se casó con la actriz Betty Lou Keim, quien murió en 2010. Tuvieron cuatro hijos. Algunas fuentes afirmaron erróneamente que era sobrino de Milton Berle, pero no lo era.
Berlinger falleció el 2 de diciembre de 2020 en el Henry Mayo Newhall Memorial Hospital en Valencia, California; tenía ochenta y tres años.

## Filmografía
| Año  | Título                          | Papel                                 | Notas                                    |
| ---- | ------------------------------- | ------------------------------------- | ---------------------------------------- |
| 1956 | Rebelde adolescente             | Dick Hewitt                           |                                          |
| 1956 | Tres hombres valientes          | Harry Goldsmith                       |                                          |
| 1959 | Denim azul                      | Ernie                                 |                                          |
| 1960 | Porque son jovenes              | Buddy McCalla                         |                                          |
| 1960 | Preparatoria Platinum           | 'Crip' Hastings                       |                                          |
| 1960 | El barco más loco del ejército  | Radioman 2a clase AJ 'Sparks' Chispas |                                          |
| 1961 | Todas las manos en el mazo      | Ens. Rudy Rush                        |                                          |
| 1965 | Billie                          | Mike Benson                           |                                          |
| 1966 | Alargar                         | Philip corto                          |                                          |
| 1967 | Thunder Alley                   | Eddie Sands                           |                                          |
| 1973 | El largo adiós                  | Morgan                                |                                          |
| 1973 | La chica más probable. .        | Herman Anderson                       | Película de televisión                   |
| 1975 | ¡Emergencia! S5EP5              | Frank Fenady                          | Paciente de trasplante de corazón        |
| 1975 | Lepke                           | Gurrah Shapiro                        |                                          |
| 1975 | Los Cuatro Deuces               | Chico Hamilton - el archirrival       |                                          |
| 1976 | Lo haré, lo haré ... por ahora  | Steve Martin                          |                                          |
| 1976 | Harry y Walter van a Nueva York | Director de escena                    |                                          |
| 1976 | El Shaggy DA                    | Inmersión                             |                                          |
| 1977 | Días felices                    | Sargento Betchler                     | Temporada 4, episodio 20: "The Physical" |
| 1979 | El mago de Lublin               | Germán                                |                                          |
| 1981 | La carrera de la bala de cañón  | Pinzón tembloroso                     |                                          |
| 1982 | El mundo según Garp             | Estofado percy                        |                                          |
| 1986 | Paseo libre                     | Dean Stockwell                        |                                          |
| 1987 | Going Bananas                   | Palermo                               |                                          |
| 1988 | Fuerza fuera de la ley          | Capt. Morgan                          |                                          |
| 1988 | Toma dos                        | Gerente de apartamento                |                                          |
| 1989 | Diez pequeños indios            | Sr. Blore                             |                                          |
| 1992 | Héroe                           | Juez Goines                           |                                          |
| 1996 | ¡Eso que tu haces!              | Presentador de Polaroid TV            |                                          |
| 2003 | Lo llaman Sasquatch             | Howard Dell                           |                                          |